# Manuele di Castiglia
Manuele Giovanni di Castiglia (Carrión de los Condes, 1234 – Peñafiel, 25 dicembre 1283) fu un principe castigliano, signore di Villena, Escalona e Peñafiel.

## Origine
Manuele, come riportano sia il Diccionario biográfico español, Real Academia de la Historia, che il Nobiliario del Conde de Barcelos Don Pedro, era il figlio maschio ultimogenito del re di Castiglia, Ferdinando III e della sua prima moglie Beatrice di Svevia, che, come riportano sia gli Annales Marbacenses era figlia del duca di Svevia e re di Germania, Filippo di Svevia (1179-1208, e di Irene Angelo (1181-1208), che secondo il Nicetae Choniatae Historia era figlia dell'imperatore di Costantinopoli, Isacco II Angelo e della prima moglie, Irene Tornikaina (ex priore coniuge libera susceptis, filiabus duabus et uno filio.... alteram" married "Siciliam regis Tangris filio), forse della famiglia dei Paleologi).

Ferdinando III, secondo la cronaca di Alberico delle Tre Fontane, era figlio del re di León Alfonso IX, e della seconda moglie, Berenguela I o Berengaria I, che fu Regina di Castiglia (Berengaria qui regi Legionensi id est regi Galicie peperita Fernandum successorem regis parvi in Castella et Toledo), che, ancora secondo la cronaca di Alberico delle Tre Fontane, era la figlia primogenita del re di Castiglia, Alfonso VIII e di Eleonora Plantageneta.

Blasone di Manuele di Castiglia

## Biografia
Battezzato Giovanni Emanuele, si hanno poche notizie della sua infanzia; rimase orfano di madre in tenera età, sua madre, Beatrice, morì il 5 novembre 1235 a Toro e che il fratello maggiore, Alfonso, più vecchio di circa tredici anni, gli fu molto affezionato.
Suo padre, Ferdinando III morì il 30 maggio del 1252, e gli succedette il figlio primogenito Alfonso, come Alfonso X detto il Saggio.
Nel 1256 fu siglata la pace tra il regno di Castiglia ed il regno d'Aragona e nello stesso tempo fu concordato il matrimonio di Manuele con Costanza d'Aragona, che secondo la Crónica de San Juan de la Peña, era figlia del re d'Aragona, Giacomo I e della seconda moglie la principessa Iolanda d'Ungheria
Nel 1259 si recò a Roma da papa Alessandro IV come ambasciatore del fratello Alfonso X di Castiglia. La sua missione consisteva nel cercare l'appoggio del papa riguardo all'intento di Alfonso di divenire Imperatore del Sacro Romano Impero.
Nel 1260 sposò a Soria Costanza d'Aragona
Il 25 aprile 1262 Alfonso X gli diede le città di Elche, Crevillente, Aspe, Elda, e la valle di Elda.
nel 1266 Manuele rimase vedovo e si fidanzò con Costanza di Béarn, che, secondo la La Vasconie. Tables Généalogiques, era la figlia primogenita del Visconte di Béarn, Gastone VII e della Contessa di Bigorre e viscontessa di Marsan, Mathe di Matha.
Durante la rivolta dei nobili, capeggiati dal fratello nel 1272 contro il fratello Alfonso X, aiutò il re a negoziare con i ribelli e gli consigliò di trovare un accordo con loro.

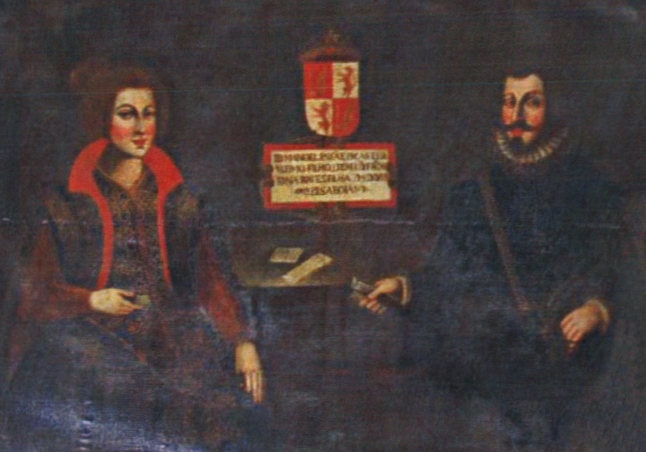
Manuele con la sua seconda moglie, Beatrice di Savoia.

Nel 1274 Manuele sposò, in seconde nozze, Beatrice di Savoia, che, secondo lo storico francese, Samuel Guichenon, nel suo Histoire généalogique de la royale maison de Savoie, era figlia di Amedeo IV, Conte di Savoia, d'Aosta e di Moriana, e della sua seconda moglie, Cecilia del Balzo.
Nel 1275, come riportano gli Anales Toledanos morirono, sia l'Infante Ferdinando de la Cerda, erede di Alfonso X, che Alfonso figlio di Manuele, fratello del re (Anno Domini MCCLXXV obiit D. Fernando filius regis Castrellae ....decesit Alfonsus Emanuelis,...filius Dñi Emanuelis fratris Regis). 
Iniziò quindi una disputa sulla nomina del nuovo erede al trono. Manuele come consigliere del fratello suggerì il secondo figlio maschio di Alfonso X, Sancho e non il piccolo Alfonso de la Cerda.
Nel 1277 approvò la sentenza di condanna a morte nei confronti del fratello Federico, reo di aver guidato il complotto dei nobili contro Alfonso X, voluta dallo stesso re, come riportano gli Annales Toledanos (Rex Alfonsus mediante justitia occidit Dñm Fredicum).
Partecipò all'Assemblea di Valladolid, tenutasi il 20 aprile 1282, durante la quale Sancho si autoproclamò re.
Manuele, come riporta il Chronicon Domini Joannis Emmanuelis morì a Peñafiel, il 25 Dicembre 1283 (Era MCCCXXi Infans Dns Emmanuel in Penna-fideli, in mense Decembris). 

## Discendenza
Da Costanza ebbe due figli:
- Alfonso, che morì giovane[18].
- Violante che sposò Alfonso, figlio del re Alfonso III del Portogallo, come riporta il Nobiliario del Conde de Barcelos Don Pedro[20].

Da Beatrice ebbe un solo figlio:
- Giovanni Manuele  (5 maggio 1282 – 13 giugno 1348), che ereditò i titoli del padre[19].

Ebbe inoltre alcuni figli illegittimi:
- Sancho Manuel (1283 - 1345);
- Fernando Manuel;
- Enrique Manuel;
- Blanca Manuel.

## Ascendenza
|                             |                     |                            | Genitori                 |  |  | Nonni |  |  | Bisnonni              |  |  | Trisnonni                |  |
|                             |                     |                            |                          |  |  |       |  |  | Ferdinando II di León |  |  | Alfonso VII di Castiglia |  |
|                             |                     |                            |                          |  |  |       |  |  | Ferdinando II di León |  |  | Alfonso VII di Castiglia |  |
|                             |                     | Berenguela di Barcellona   |                          |  |  |       |  |  | Ferdinando II di León |  |  |                          |  |
| Alfonso IX di León          |                     |                            |                          |  |  |       |  |  | Ferdinando II di León |  |  |                          |  |
|                             |                     | Urraca del Portogallo      | Alfonso I del Portogallo |  |  |       |  |  |                       |  |  |                          |  |
|                             |                     | Urraca del Portogallo      | Alfonso I del Portogallo |  |  |       |  |  |                       |  |  |                          |  |
|                             |                     | Urraca del Portogallo      | Mafalda di Savoia        |  |  |       |  |  |                       |  |  |                          |  |
| Ferdinando III di Castiglia |                     | Urraca del Portogallo      |                          |  |  |       |  |  |                       |  |  |                          |  |
|                             |                     | Alfonso VIII di Castiglia  | Sancho III di Castiglia  |  |  |       |  |  |                       |  |  |                          |  |
|                             |                     | Alfonso VIII di Castiglia  | Sancho III di Castiglia  |  |  |       |  |  |                       |  |  |                          |  |
|                             |                     | Alfonso VIII di Castiglia  | Bianca Garcés di Navarra |  |  |       |  |  |                       |  |  |                          |  |
| Berenguela di Castiglia     |                     | Alfonso VIII di Castiglia  |                          |  |  |       |  |  |                       |  |  |                          |  |
|                             |                     | Eleonora d'Inghilterra     | Enrico II d'Inghilterra  |  |  |       |  |  |                       |  |  |                          |  |
|                             |                     | Eleonora d'Inghilterra     | Enrico II d'Inghilterra  |  |  |       |  |  |                       |  |  |                          |  |
|                             |                     | Eleonora d'Inghilterra     | Eleonora d'Aquitania     |  |  |       |  |  |                       |  |  |                          |  |
| Manuele di Castiglia        |                     | Eleonora d'Inghilterra     |                          |  |  |       |  |  |                       |  |  |                          |  |
|                             | Federico Barbarossa | Federico II duca di Svevia |                          |  |  |       |  |  |                       |  |  |                          |  |
|                             | Federico Barbarossa | Federico II duca di Svevia |                          |  |  |       |  |  |                       |  |  |                          |  |
|                             | Federico Barbarossa | Giuditta di Baviera        |                          |  |  |       |  |  |                       |  |  |                          |  |
| Filippo di Svevia           | Federico Barbarossa |                            |                          |  |  |       |  |  |                       |  |  |                          |  |
|                             |                     | Beatrice di Borgogna       | Rinaldo III di Borgogna  |  |  |       |  |  |                       |  |  |                          |  |
|                             |                     | Beatrice di Borgogna       | Rinaldo III di Borgogna  |  |  |       |  |  |                       |  |  |                          |  |
|                             |                     | Beatrice di Borgogna       | Agatha di Lorena         |  |  |       |  |  |                       |  |  |                          |  |
| Beatrice di Svevia          |                     | Beatrice di Borgogna       |                          |  |  |       |  |  |                       |  |  |                          |  |
|                             |                     | Isacco II Angelo           | Andronico Angelo         |  |  |       |  |  |                       |  |  |                          |  |
|                             |                     | Isacco II Angelo           | Andronico Angelo         |  |  |       |  |  |                       |  |  |                          |  |
|                             |                     | Isacco II Angelo           | Eufrosine Castamofissa   |  |  |       |  |  |                       |  |  |                          |  |
| Irene Angelo                |                     | Isacco II Angelo           |                          |  |  |       |  |  |                       |  |  |                          |  |
|                             |                     | Irene                      | …                        |  |  |       |  |  |                       |  |  |                          |  |
|                             |                     | Irene                      | …                        |  |  |       |  |  |                       |  |  |                          |  |
|                             |                     | Irene                      | …                        |  |  |       |  |  |                       |  |  |                          |  |
|                             |                     | Irene                      |                          |  |  |       |  |  |                       |  |  |                          |  |

### Fonti primarie
- (LA)  Monumenta Germaniae Historica, Scriptores, tomus XVII.
- (LA)  Monumenta Germaniae Historica, Scriptores, tomus XXIII.
- (LA)  (ES)  #ES España sagrada, Volume 23.
- (LA)  #ES España sagrada, Volume 2.
- (LA)  #ES Nicetae Choniatae Historia.
- (ES)  #ES Crónica de San Juan de la Peña

### Letteratura storiografica
- Rafael Altamira, "La Spagna (1031-1248)", in Storia del mondo medievale, vol. V, 1999, pp. 865–896
- (PT)  Nobiliario del Conde de Barcelos Don Pedro, Hijo del Rey Don Dionisio, Reyes de Portugal
- (ES) Crónica latina de los reyes de Castilla.
- (FR)  Histoire généalogique de la royale maison de Savoie, justifiée par titres, ..par Guichenon, Samuel
- (FR)  Histoire Générale de Languedoc avec des Notes, Tome V.